# Route nationale 87 (Suède)
Pour les articles homonymes, voir Route nationale 87.
La route nationale 87 (en suédois : Riksväg 87) est une route nationale entre Östersund et Sollefteå en Suède,.

## Présentation
La route nationale 87 traverse le comté de Jämtland et le comté de Västernorrland.
La route nationale 87 part de la ville d'Östersund, l'une des plus grandes villes de l'intérieur du nord de la Suède. 
bifurque à Östersund des routes européennes E14 et E45. 
La route traverse des zones forestières vers l'est et longe la rivière Indalsälven.
Elle croise la route nationale 86 près de Västra Bispgården. 
La route nationale 87 passe à Österforse et se termine dans la ville de Sollefteå en rejoignant la route nationale 90.
La longueur de la route est de 158 kilomètres.

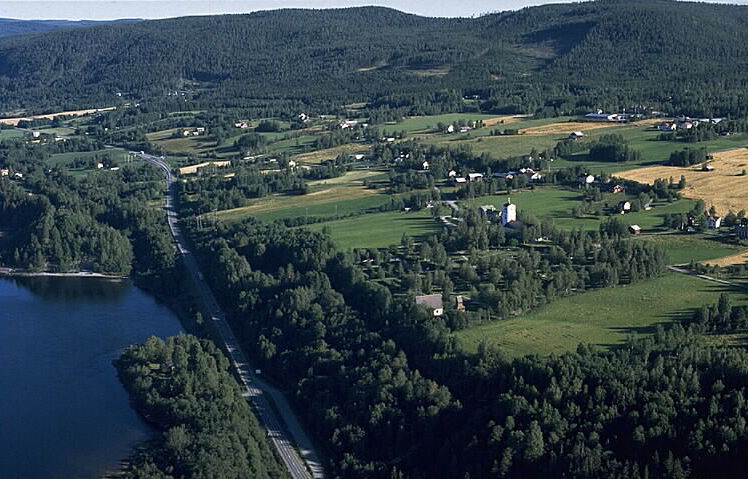
La route nationale 87 à Ragunda.

## Tracé
| Km     | Lieu                | Carte interactive |
| ------ | ------------------- | ----------------- |
| 0 km   | Östersund           |                   |
|        | Stugun              |                   |
|        | Krångede (sv)       |                   |
|        | Gevågsstranden (sv) |                   |
| 74 km  | Ragunda             |                   |
|        | Hammarstrand        |                   |
| 114 km | Västra Bispgården   |                   |
|        | Bäckaskog (nl)      |                   |
| 146 km | Österforse          |                   |
|        | Långsele            |                   |
| 156 km | Sollefteå           |                   |